# Tony Hawk's Pro Skater 2
Tony Hawk's Pro Skater 2 è un videogioco sportivo di skateboard del 2000, sviluppato da Aspyr e Neversoft e pubblicato da Activision per PlayStation, PC, Dreamcast, Nintendo 64 e Game Boy. Si tratta del secondo capitolo della serie Tony Hawk.
Secondo l'aggregatore di recensioni Metacritic, Tony Hawk's Pro Skater 2 è il secondo miglior videogioco di tutti i tempi dopo Ocarina of Time (1998).

## Colonna sonora
1. The Papa Roach - Blood Brothers
2. The Anthrax e Chuck D - Bring The Noise
3. The Rage Against the Machine - Guerrilla Radio
4. The Naughty by Nature - Pin the Tail on the Donkey
5. The Bad Religion - You
6. The Powerman 5000 - When Worlds Collide
7. The Millencolin - No Cigar
8. The High and Mighty, Mad Skillz e Mos Def - B-Boy Document 99
9. The Dub Pistols - Cyclone
10. The Lagwagon - May 16
11. The Styles of Beyond - Subculture
12. The Consumed - Heavy Metal Winner
13. The Fu Manchu - Evil Eye
14. Alley Life e Black Planet - Out With the Old
15. The Swingin' Utters - Five Lessons Learned